# Rhodomyrtus psidioides
Rhodomyrtus psidioides är en myrtenväxtart som först beskrevs av George Don jr, och fick sitt nu gällande namn av George Bentham. Rhodomyrtus psidioides ingår i släktet Rhodomyrtus och familjen myrtenväxter. Inga underarter finns listade i Catalogue of Life.